# Tanek led
Tanek led je kriminalni roman Avgusta Demšarja. Prvič je bil izdan pri založbi Sanje, leta 2009. Roman je tretji del serije, ki sledi višjemu inšpektorju Martinu Vrenku in je del zbirke, ki velja za eno prvih cikličnih detektivskih serij v Sloveniji. Zgodba je postavljena v Maribor, v sedanji čas.

## Vsebina
Višji kriminalist inšpektor Martin Vrenko se s svojima sodelavcema, kriminalistom Markom Breznikom in višjo kriminalistko Ivano Premk, znajde pred novim primerom. Sprva je vse videti kot nesreča, ko se Sanja Klemenčič, Magda Pirnat in Nevenka Primožič znajdejo na strmem zasneženem pobočju, zaradi zdrsa na zaplata ledu na cesti, ki od pohorske koče Breza, vodi nazaj v dolino. S pomočjo pričanja kmeta Vreznarja ugotovijo, da led na tem delu ceste ni nastal zaradi vremenskih posledic, kar potrdi tudi laboratorijska analiza ledu. Analiza pokaže, da je nastal zaradi polite vode iz vodovodnega omrežja in ne zaradi taljenja snega. Nekdo iz kolektiva mariborskega šolskega centra, ki je bil nastanjen v Brezi zaradi seminarja o medsebojnem komuniciranju, se je želel znebiti ene od treh žensk, ki tistega večera v koči niso prenočile in so se vračale v dolino. V nesreči umre Nevenka Primožič in ker se je za odhod v dolino odločila tik pred zdajci, zato zgleda, kot da je v nesreči umrla napačna oseba. Sum inšpektorja Vrenka, da se bo morilec ponovno poskusil znebiti svoje tarče, se hitro uresniči. Vendar tudi tokrat žrtev ni nekdo, ki so ga pričakovali. Nekaj dni po zaključenem seminarju in po smrti Nevenke, učitelji pred šolskim centrom najdejo truplo Tjaše Kocjan, tajnice. Umor sprva zgleda kot navaden rop z nesrečnim izidom, vendar to inšpektorja Vrenka ne preslepi in povezanosti med obema primeroma ne ovrže. Le nekaj dni za tem umre tudi ravnateljica Sanje Klemenčič, ko je z balkona , nanjo porinjeno težko korito za rože. Na policijski postaji Ob parku, zaradi o suma o serijskem morilcu, niso več prepričani, da se bodo umori končali, zato morajo krivca, ki napada ženski del kolektiva šolskega centra, čim prej ujeti. Seveda pa bo, višji kriminalistični inšpektor Martin Vrenko, primeru tudi tokrat kos.

## Izdaje in prevodi
- Prva izdaja  leta 2009. (COBISS)
- Elektronska izdaja  leta 2014. (COBISS)

## Druga dela iz serije
- Olje na balkonu, Prvi primer inšpektorja Vrenka (2007)
- Retrospektiva, Drugi primer inšpektorja Vrenka (2008)
- Evropa, Četrti primer inšpektorja Vrenka (2010)
- Hotel Abbazia, Peti primer inšpektorja Vrenka (2011)
- Obsedenosti v času krize, Šesti primer inšpektorja Vrenka (2012)